# Isaac Antcher
Isaac Antcher (în rusă: Исаак Израилевич Анчер, Isaac Izrailevici Ancer; n. 21 ianuarie, 1899, satul Peresecina, Orhei, Basarabia, Imperiul Țarist – d. 21 aprilie 1992, Paris) a fost un pictor originar din Basarabia, naturalizat francez.

## Biografie
Isaac Antcher s-a născut în satul Peresecina, într-o familie de comercianți evrei, fiind cel mai mic din cei 7 copii. A crescut în Orhei, unde a urmat școala primară și cea medie. În 1920 al plecat în Franța, la fratele său care se stabilise la Calais.
Din 1921 este student la Academia de artă Bezalel, din Ierusalim, unde i-a avut ca mentori pe Abel Pann, Boris Shatz și Raban. A făcut parte dintre pionierii chibuțului Haddera.
În 1924 a revenit în Franța, unde a lucrat în multe locuri pentru a se întreține (la firma Renault din Boulogne-Billancourt, professor de limba rusă) și alte slujbe ocazionale, noapte, pentru ca ziua să poată studia cu Raban la „Académie de la Grande Chaumière” din Paris.
În 1926 s-a căsătorit cu Fela Ber. A expus la „Salon d’Automne” și la „Salon des Tuileries” din Paris. Maeștrii săi au fost peisagiștii din Școala de la Barbizon și, îndeosebi, Corot.
În 1927, încurajat de faptul că a fost admis la „Salon d’Automne”, îi prezintă galeristului Léopold Zborowski un peisaj. Acesta i-l arată colecționarului Jonas Netter, la inițiativa căruia cei trei semnează un contract în baza căruia, pentru 2000 de franci pe lună, Zborowski urma să achiziționeze totalitatea lucrărilor sale. Pentru că Isaac Antcher nu și-a respectat contractul, Netter a întrerupt colaborarea cu Zborowski.
Criza din 1930 și moartea lui Zborowski l-au obligat să practice meserii umile spre a-și putea întreține familia.
În 1939, la izbucnirea celui de-al Doilea Război Mondial, Antcher s-a înrolat ca voluntar. În 1941 a fost demobilizat și și-a regăsit familia la Montpellier.
În 1943, familia Antcher s-a refugiat în Elveția. Isaac Antcher a fost internat într-un lagăr de muncă.
După Eliberare s-a întors la Paris, unde și-a găsit atelierul prăduit. A continuat să picteze toată viața.
În 1968 a fost lovit de hemiplegie și nu și-a mai putut folosi mâna dreaptă. Paradoxal, după aceea a realizat picturile cele mai semnificative.
La moartea tatălui său s-a întors la religie, devenind un mistic. Singur, îndepărtat de curente și mode, a mai avut doar două preocupări: pictura și religia.
A murit, în 1992, la Paris.